# Takako Takahashi

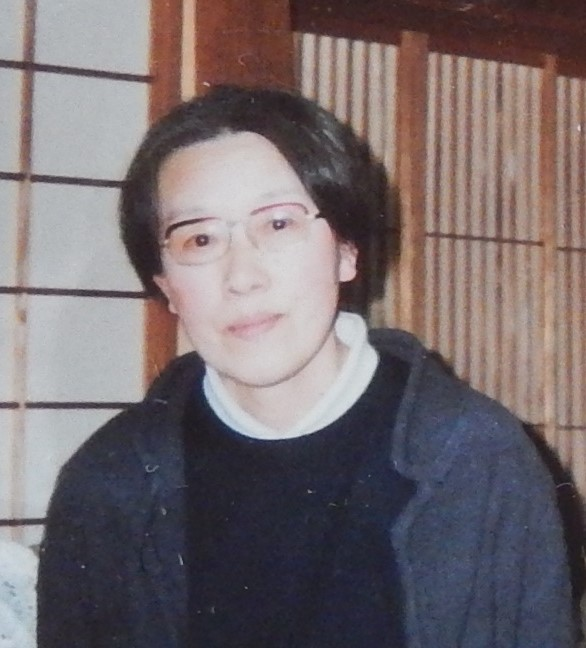
Takako Takahashi.

Takako Takahashi (japonès: 高橋 たか子, Takahashi Takako) (Kyoto, 2 de març de 1932 - 12 de juliol de 2013) escriptora i traductora japonesa.

## Biografia
Takahashi Okamoto va néixer a Kyoto, va ser filla única de pares benestants. El 1954 va obtenir la seva llicenciatura en Literatura francesa a la Universitat de Kyoto, Sis mesos més tard, es va casar amb un company d'estudis, Kazumi Takahashi, dirigent ideològic del moviment de protesta estudiantil que més tard es convertí en un conegut escriptor. El 1958 va obtenir el doctorat amb una tesi sobre François Mauriac.
Del 1958 al 1965, va viure Osaka, on va començar a escriure la seva primera novel·la Un paisatge espatllat publicada el 1961. El 1965, es traslladà a Kamakura, Kanagawa.
Després de la mort prematura del seu marit el 1971, Takahashi va començar escriure novel·les i històries curtes. El 1972, va rebre el premi literari Tamura Toshiko per Sora no hate made (Cap al final del cel). El 1977, va guanyar el premi de literatura de Dones per un conjunt d'històries curtes  Ronri Uman (Una dona solitària), el 1985 va obtenir el premi Yomiuri per Ikari cap ko (El nen de la ràbia), i el 2003 el premi d'art Mainichi per Kirei na hito (Una persona bonica”).
El 1975, es va convertir al Catolicisme, el 1980 es va traslladar a França on el 1985 es va convertir en monja Després va retornar al Japó, on va entrar en un convent de  Carmelites, però en va sortir al cap d'un any un any i va retornar a Kyoto.

## Obres (selecció)[4]
- 1971 Kanata no mizuoto (彼方の水音)
- 1972 Hone no shiro (骨の城)
- 1973 Sora no hate made (空の果てまで)
- 1973 Kyōsei kūkan (共生空間)
- 1974 Ushinawareta e (失われた絵)
- 1975 Hanayagu hi (華やぐ日)
- 1975 Tamashii no inu (魂の犬)
- 1976 Yūwakusha (誘惑者)
- 1977 Takahashi Kazumi no omoidasu (高橋和巳の思い出)
- 1977 Ronri Uman (ロンリー・ウーマン,
- 1978 Shiroi hikari (白い光)
- 1978 Ningenai (人形愛)
- 1979 Taidan sei toshite no onna Minako Ōba (対談・性としての女 大庭みな子)
- 1980 Odoroida hana (驚いた花)
- 1981 Ayashimi (怪しみ)
- 1982 Yōsoise yo, waga tamashii yo (装いせよ、わが魂よ)
- 1989 Mizu soshite honō (水そして炎)
- 1993 Hajimari e (始まりへ)
- 1999 Watashi no tōtta michi (私の通った路)
- 2003 Kirei na hito (きれいな人)
- 2005 Takahashi Takako no nikki (高橋たか子の「日記」, « Journal de Takahashi Takako »)
- 2006 Doko ka kanjiru ie - jisen essai-shū (どこか或る家 自選エッセイ集)
- 2008 Lisa to iu mei no tsuma (ライサという名の妻,